# Trzebuskie Łęgi (Załom)
Trzebuskie Łęgi – część wsi Załom, w Polsce, w województwie zachodniopomorskim, w powiecie goleniowskim, w gminie Goleniów.
Miejscowość położona w zachodniej części wsi, na skraju Jeziora Dąbie. Zabudowa oddalona jest od wsi około 1 km, łączy je nieutwardzona droga (ulica Łąkowa). Nazwa wsi wzięła się od pobliskich łąk (Trzebuskie Łęgi).
Trzebuskie Łęgi powstały w XVIII w., funkcjonowały wtedy jako osiedle rybackie należące do wsi Załom. Obecnie nie zachowały się żadne ślady po dawnym osiedlu. Dziś istnieją tam 3 zagrody mieszkalne.
Okoliczne miejscowości: Załom, Dąbie (osiedle Szczecina)